# Космос-2333
Космос-2333 је један од преко 2400 совјетских вјештачких сателита лансираних у оквиру програма Космос.
Космос-2333 је лансиран са космодрома Тјуратам, Бајконур, Казахстан, 4. септембра 1996. Ракета-носач је поставила сателит у орбиту око планете Земље. 